# Tito Falaschi
Rodrigo Falaschi, mais conhecido como Tito Falaschi (Rio de Janeiro, 8 de maio de 1977), é um músico multi-instrumentista, cantor e produtor musical brasileiro.
Seu principal trabalho musical foi como baixista na banda Symbols, de 1998 a 2000, em que também dividia os vocais com seu irmão Edu Falaschi. Também foi baixista convidado em 2006, na banda Almah, de seu irmão.
Atualmente, atua no projeto Pink Floyd Experience in Concert, como baixista e vocalista.

## Trabalhos
Em 1997, com Rodrigo Arjonas, Tito Falaschi teve a ideia de gravar um álbum para uma banda que denominaram Symbols. Ambos chamaram o tecladista Marcelo Panzardi e o guitarrista Demian Tiguez para o projeto. O irmão de Tito, Edu Falaschi, foi chamado para ser o produtor musical do álbum e o baterista Rod Mello foi chamado para completar o time 10 dias antes do começo das gravações. Edu gravou muito bem algumas partes vocais e acabou assumindo os vocais principais da banda junto com Tito, completando a formação.
Com a banda grava dois discos, "Symbols" (1998) e "Call to the End" (2000). Sai da banda em 2000.
Desde sua saída do Symbols, Tito veio compondo o trabalho solo que em 2005 foi anunciado com o nome de "Solaris", com Thiago Bianchi, mas que até hoje nunca foi lançado. Também em 2005, foi baixista da banda Karma, mas apesar de participar das composições da maioria das músicas do então próximo álbum da banda, "Leave Now!!!", não chegou a participar da gravação e saiu da banda por motivos pessoais. 
Em paralelo com as bandas, Tito dá aulas particulares de canto e baixo. Nos últimos anos também tem trabalhado com produção musical no estúdio Lumen Studios em São Paulo. Bandas brasileiras como Wizards, Scars, Krusader, Solaris e Angra passaram pelo estúdio. 
Trabalhou com Adriano e Uccio Gaeta na formação da banda Silence e integrou a banda do projeto solo Almah de seu irmão Edu Falaschi, tocando baixo e fazendo backing vocals.
Tito produziu, cantou e tocou baixo no Soulspell Metal Opera, a primeira metal opera nacional, lançada em 2008.
Fez parte da Bee Gees One, cover do grupo Bee Gees, onde interpretava Maurice Gibb.
Em 2014, forma o Zaltana, com Mischa Marmade (vocal), Hilton Torres (guitarra e vocal) e Dann Feltrin (guitarra e vocal), na qual toca bateria, baixo e canta. Com a banda, lança o álbum autointitulado “Zaltana” no mesmo ano.
Em 2015, lança o disco “Mother In Silence”, dedicado à Ester Falaschi, sua mãe, com o Tito Falaschi Project, formado com Alexande Comicio (guitarra), Caio Pamplona (baixo) e Ed Gasparini (bateria).
Em 2020, participa do disco Vera Cruz, de seu irmão, tocando na música "Bonfire of the Vanities".
Em 2022, lança seu primeiro álbum solo, chamado “Mirror of Souls”.